# Odde

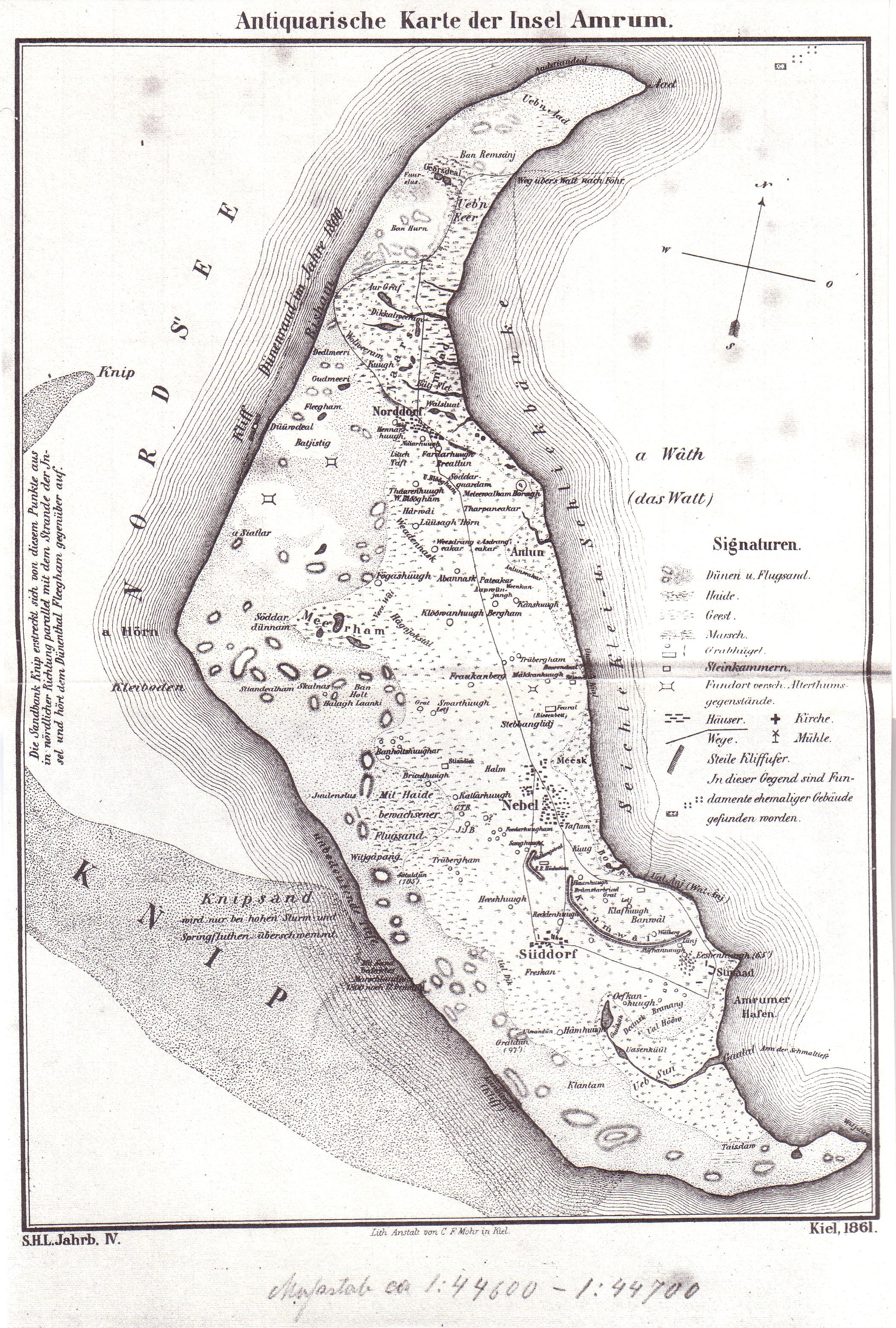
Die Amrumer Odde im Norden der Insel Amrum wird auf der Karte von 1861 als Aad bezeichnet, und die Steenodde im Südosten als Stinaad

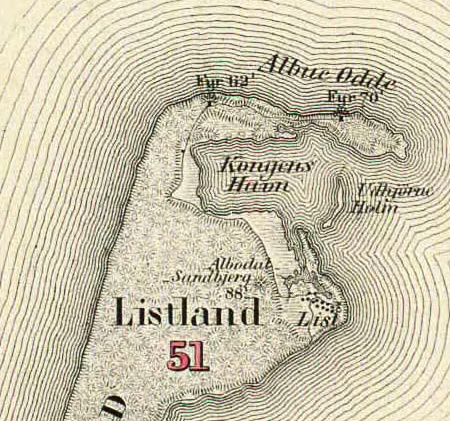
Albue Odde (dänisch) auf Sylt (Karte von 1863)

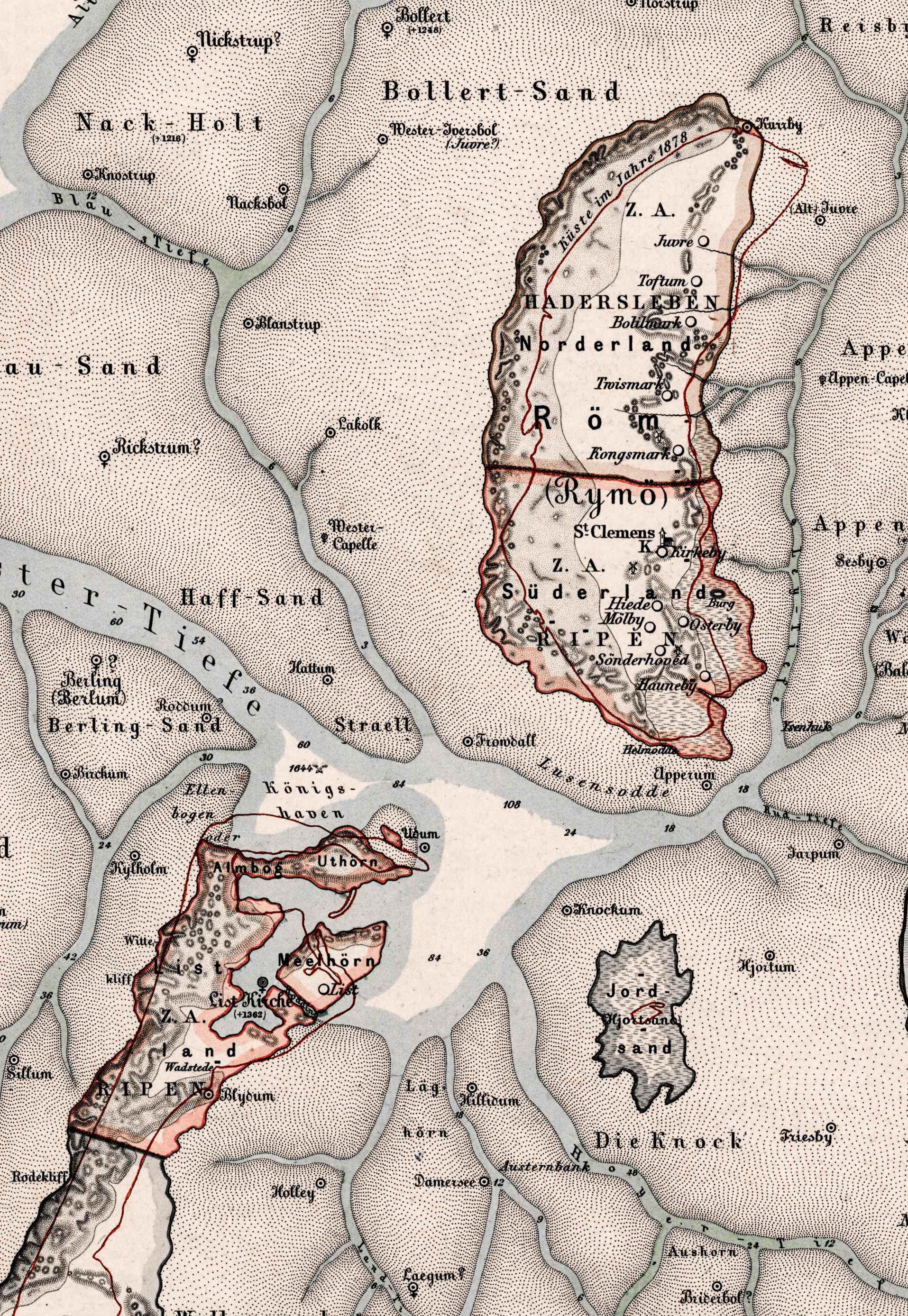
Lusensodde im Süden der Insel Rømø (Karte stellt die Zeit von 1643 bis 1647 dar)

Mit Odde, früher auch Aad, wird in Dänemark, Norddeutschland und Skandinavien eine schlanke, ins Meer ragende Landzunge bezeichnet. Wegen ihrer exponierten Lage kann eine Odde auch Seezeichen, z. B. einen Leuchtturm, beherbergen.
So gibt es
- in Deutschland (Nordfriesland, Südschleswig) die Amrumer Odde und die Hörnumer Odde.
- in Dänemark die Als Odde, Dueodde, Gedser Odde, Gjeller Odde, Halsskov Odde, Hammer Odde (Bornholm), Helmodde (Rømø), Knudshoved Odde, Sjællands Odde oder Skagen Odde. Der dänische Name der Nösse lautet Næsodde, und auf einer alten deutschen Karte taucht als Namensvariante Näs Odde auf.[1]
- in Schweden (udde genannt): Öland Södra udde, Rönnskärs udde.

Alternativ wird für Odde auch der Begriff Huk, in Dänemark das Suffix næs (Nase) und auf Öland der Begriff Orde (Högenäs Orde) verwendet.
Auch der Begriff Aade, eine ehemalige Landzunge der Helgoländer Düne, lässt sich von Odde herleiten.
Auch Ortsnamen wie Steenodde leiten sich aus nahegelegenen Landzungen ab.